# Vũ khí công thành

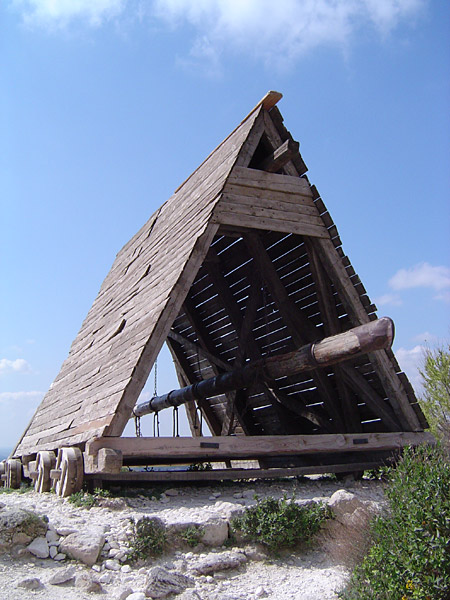
Bản sao battering ram (xe đập thành) tại Château des Baux, Pháp.

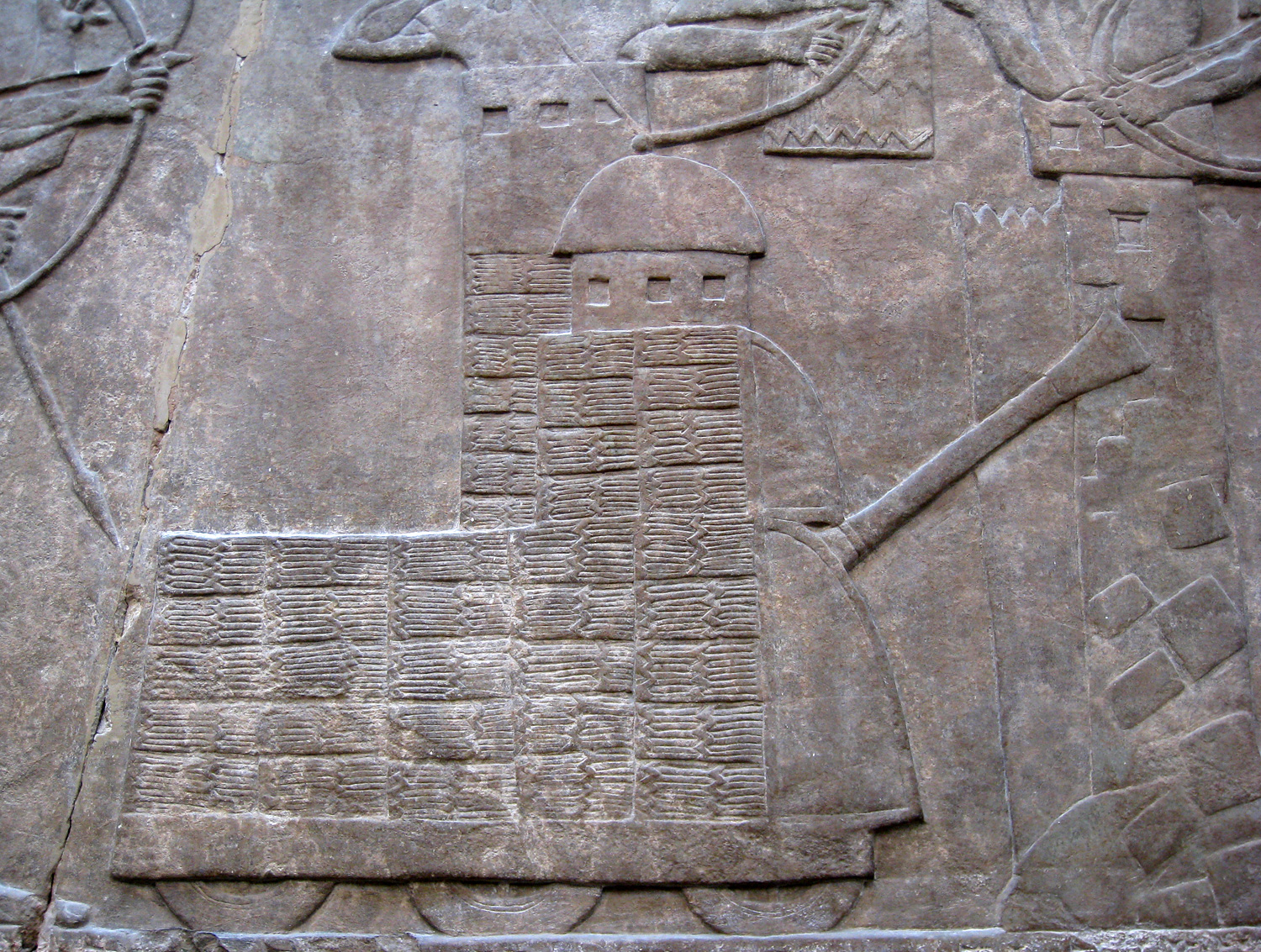
Trục phá thành được khắc trên phù điêu của người Assyria

Vũ khí công thành là những vũ khí và công cụ hỗ trợ cho quân đội trong việc tấn công hoặc tiếp cận các tòa thành hay doanh trại của đối phương. Tùy theo từng loại vũ khí, số lượng sử dụng và đặc điểm của địa hình mà những khí cụ này có tác dụng hỗ trợ hoặc là công cụ tấn công chủ yếu.

## Phân loại
Trải qua mấy nghìn năm lịch sử của chiến tranh công thành, con người đã phát minh ra rất nhiều khí cụ để công thành khác nhau từ loại thô sơ đến tinh vi. Dựa theo cách tấn công tường thành (hoặc doanh trại) có thể phân các khí cụ công thành thành 2 nhóm lớn sau:
- Các vũ khí tấn công trực tiếp: là những khí cụ mà khi sử dụng bắt buộc phải áp sát chúng vào tường thành. Các khí cụ công thành loại này thường dùng để phá cổng thành hay tiếp cận tường thành rồi đưa lính vào bên trong thành. Các khí cụ thông thường nhất loại này gồm có: thang gỗ (tre), dây leo; trục phá thành (battering-ram); tháp công thành (siege tower).
- Các vũ khí tấn công từ xa: là những vũ khí tấn công tường thành và quân đội trên tường thành từ một khoảng cách nhất định. Khi sử dụng chúng ta có thể đặt chúng cách tường thành một khoảng và tránh được sự tấn công trực tiếp của binh lính thành bị vây. Các vũ khí loại này thời cổ cơ bản có máy bắn đá (catapult) và máy bắn tên (ballista), đến thế kỉ 4 người La Mã phát minh thêm súng bắn đá (onager), đến thời Trung Cổ xuất hiện máy lăng đá kéo (mangonel hoặc traction trebuchet), cuối thời Trung Cổ, người ta phát minh ra máy lăng đá (trebuchet) và cuối cùng là các loại súng thần công và pháo.

## Lịch sử

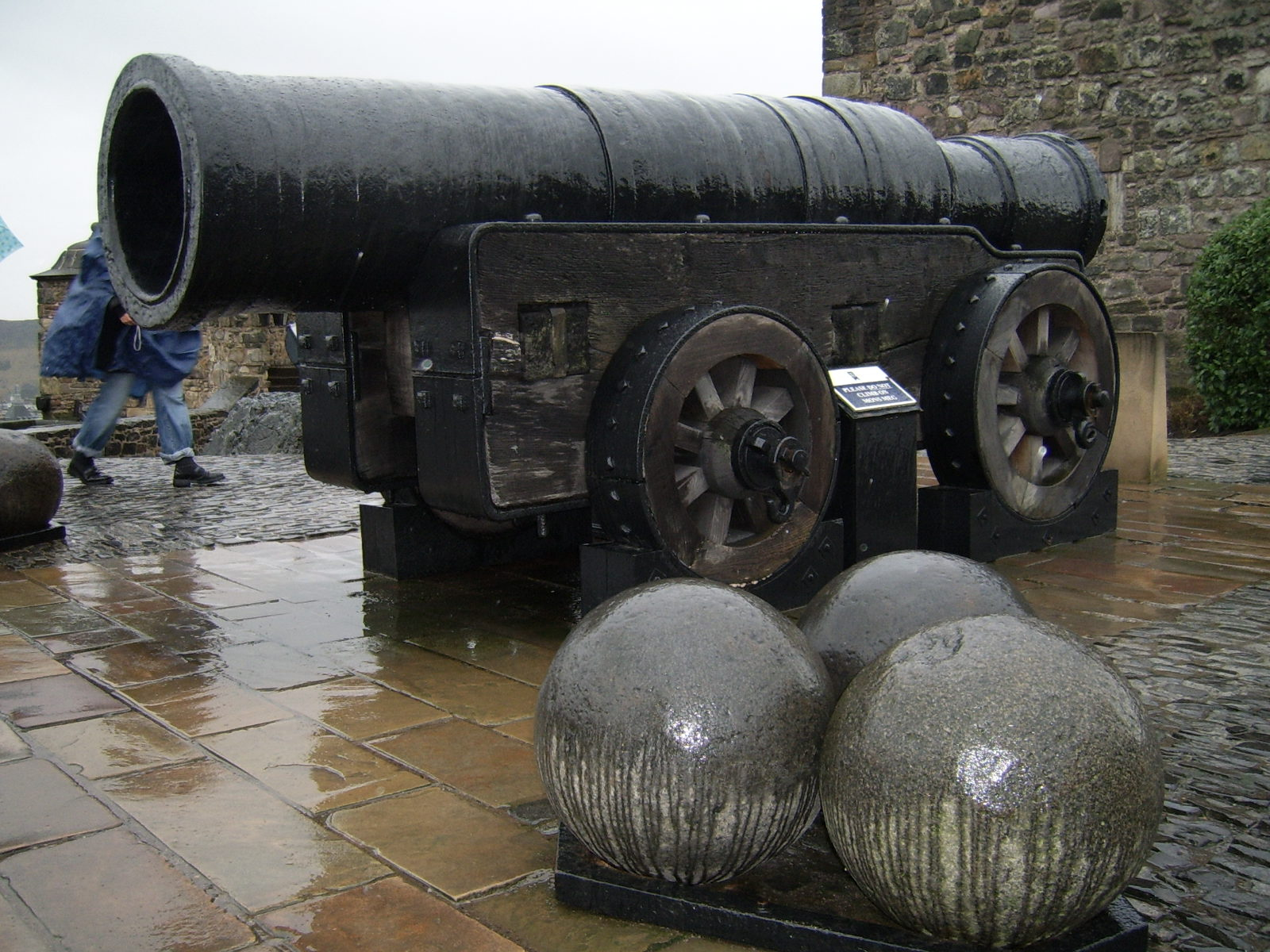
Súng thần công Mons Meg cỡ 510 mm của Scotland, được đúc vào năm 1449

### Thời kỳ sơ khai
Những tòa thành cổ nhất được xây dựng ở Hy Lạp khoảng 6800 năm trước Công Nguyên tại Sesklo, sau đó đến các tòa thành xây dựng ở Trung Đông, Ấn Độ và Ai Cập từ 4000 đến 2500 năm TCN. Các thành bang (polis) cũng được xây dựng liên tục ở Hy Lạp từ 3000 - 2000 năm TCN để phòng thủ. Ở Trung Quốc, tòa thành đất đầu tiên được tìm thấy xây dựng từ thời nhà Thương thế kỷ 15 TCN bao quanh 1 diện tích khoảng 1900 m². Tuy nhiên, khi những tòa thành đầu tiên được xây dựng, chiến tranh công thành còn hết sức thô sơ, những bức tường thành cũng còn thấp và tương đối yếu nên các cuộc chiến chủ yếu vẫn là đánh giáp lá cà. Một thời gian ngắn sau đó, các tòa thành được xây dựng cao hơn, kiên cố hơn và lúc này thang gỗ-khí cụ công thành đầu tiên của nhân loại đã ra đời. Tuy nhiên, đến lúc này những cuộc chiến công những tòa thành kiên cố diễn ra cực kì khó khăn, điển hình như cuộc chiến thành Troy kéo dài tới hơn 10 năm.

### Thời Cổ Đại
Đến đầu thời kỳ đồ sắt, người Assyria phát minh ra trục phá thành và tháp công thành xuất hiện ở Trung Đông đã làm cho việc công thành bớt khó khăn và nguy hiểm hơn. Tiếp đó, các kỹ sư Hy Lạp phát minh ra những cỗ máy có khả năng công thành từ xa (như catapult) khiến cho lợi thế bắt đầu nghiêng về bên công thành. Cuối thời Cổ đại, các kỹ sư La Mã tiếp tục phát triển những cỗ máy này đưa chúng lên tầm nghệ thuật. Giờ đây, với sự trợ giúp của những cỗ máy khủng khiếp, ngay cả những tòa thành kiên cố nhất được phòng thủ bởi những con người rất gan dạ như Jerusalem cũng không thể phòng thủ được. Người La Mã thực sự xứng đáng là một trong những dân tộc bậc thầy về công thành của thế giới, họ đã tạo ra những cỗ máy có khả năng bắn những tảng đá nặng 1 tale (36,8 kg) tới những tường thành cách xa đến 370 m.

### Thời kỳ đầu và giữa Trung Cổ
Cùng với sự sụp đổ của phía Tây đế quốc La Mã cũng như sự suy yếu chung của cả đế quốc này,các phương pháp công thành ở châu Âu ngày càng lụi tàn trong thời kì đầu Trung Cổ.Các pháo đài mọc lên khắp nơi và trở thành những nơi bất khả xâm phạm của các lãnh chúa.Mặt khác,do trình độ phát triển thấp của các dân tộc chinh phục phía Tây La Mã và do khu vực này bị cắt vụn thành những nhiều vương quốc,lãnh địa nhỏ nên việc công thành càng trở nên kém hiệu quả.Vào thời kỳ đầu và giữa Trung Cổ,chỉ có ở Đông La Mã các cỗ máy công thành mới xuất hiện thường trực trong chiến tranh.Đầu thế kỷ 6,trong các cuộc chiến khôi phục đế quốc của hoàng đế Justinianus I,những cỗ máy tấn công từ xa và có uy lực lớn như ballista,onager vẫn được sử dụng.Tuy nhiên,đến đầu thế kỉ 9 chúng dường như đã biến mất,tác phẩm viết về quân sự nổi tiếng "Taktica" viết bởi hoàng đế Leon VI chỉ nhắc tới trục phá thành và tháp công thành.Trong khi đó,ở Trung Hoa,các cỗ máy công thành bắt đầu xuất hiện và đến thời Đường thì gần như đã hoàn chỉnh.Các công cụ công thành Thông điển liệt kê gồm có: phi thê(thang tre),tiêm đầu mộc lư(lừa gỗ nhon đầu)-trục phá thành,phao xa(máy bắn đá),giáo xa nỏ(máy bắn tên).Nhà Sassanid sau một thời gian dài chiến tranh với La Mã cũng đã học cách công thành.Kĩ thuật công thành của người Ấn Độ,người Hun cũng có những bước tiến bộ.

### Cuối Trung Cổ và Phục Hưng
Đến cuối thời Trung Cổ,các công cụ công thành ở châu Âu bắt đầu phát triển.Đặc biệt,với sự xuất hiện của máy lăng đá(trebuchet)khoảng cuối thế kỉ 12-đầu thế kỉ 13,kĩ thuật công thành ở châu Âu đã có những bước đột phá.Nhiều pháo đài cổ kiên cố bị khuất phục trong thời kì này,cùng với đó các công cụ như trục phá thành,tháp công thành đã được sử dụng trở lại.

## Các khí cụ công thành trực tiếp

### Trục phá thành
Đây là một công cụ đơn giản dùng để phá hủy cổng thành giúp cho binh lính tiến vào trong thành. Bộ phận chủ yếu của nó là một thanh gỗ lớn dùng để tông hỏng cổng thành. Nó được phát minh vào thế kỉ 8 TCN, ban đầu có thể chỉ là 1 thành gỗ đơn do nhiều người cùng bê. Sau đó, các bộ phận khác như bánh xe, mái che dần dần được thêm vào.

### Máy bắn tên

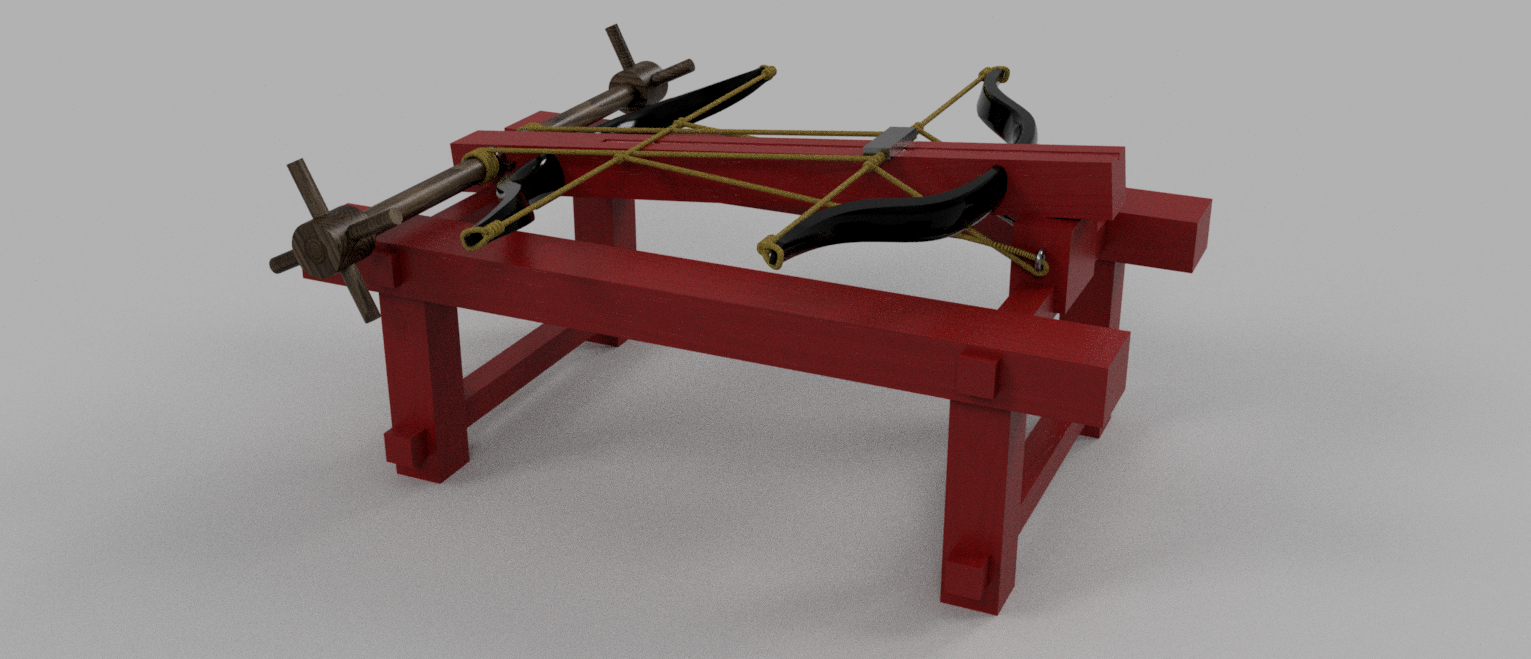
Mô phỏng 3D một cỗ Lưỡng Cung Nỗ thế kỷ 9. Đông Nguyễn, Kaovjets Ngujens (2023). Lôi Động, Tinh Phi. NXB Dân Trí

Đây là máy cơ khí để trữ sức mạnh cơ bắp của nhiều người vào mỗi phát bắn. Bộ phận chủ yếu của nó là một cây nỏ khổng lồ, đặt trên giá hoặc xe, bắn những mũi lao hoặc tảng đá lớn. Sử sách ghi nhận, tại Việt Nam từ thế kỷ 9 đã có những loại máy bắn tên như Nỏ Xe (Xa Nỗ 車弩), Nỏ Hai Cung (Lưỡng Cung Nỗ 兩弓弩).